# GFSK
Гаусівська частотна маніпуляція (англ. Gaussian Frequency-Shift Keying, GFSK) — один з видів FSK маніпуляції, яка використовує Гаусівський фільтр для згладжування позитивних/негативних відхилень частоти, які являють собою двійкові 1 або 0. Це використовується в пристроях з технологій DECT, Bluetooth, Cypress WirelessUSB, Nordic Semiconductor, Texas Instruments LPRF, Z-Wave і Wavenis. Для основного рівня передачі по Bluetooth потрібно мінімальне відхилення в 115 кГц.

## Необхідність фільтрації при FSK
Прямокутний бітовий потік перетворений до рівнів + / - 1 надходить на модулятор (генератор керований напругою), де рівню +1 відповідає одна частота, рівню -1 інша. Таким чином на виході модулятора отримуємо класичну FSK модуляцію. Як бачимо, зсув частот задається в модуляторі й може бути будь-яким, але не менше ніж Br (BaudRate — швидкість маніпуляції). Важливо відзначити, що генератор в модуляторі й бітовий потік в цілому ніяк не пов'язані і не синхронізовані. Спектр такого сигналу містить безліч гармонік коштом прямокутності імпульсів модуляції й різкого перемикання генератора в модуляторі в «невідповідні» моменти часу. Основна енергія зосереджена навколо частот маніпуляції й займає смугу рівну Br, що дає мінімально можливий спектр такого сигналу 2 * Br при зсуві рівному Br, або Shift (зміна частот маніпуляції) + Br в більш загальному випадку. Гармоніки за межами цього спектру можуть бути ефективно придушені без шкоди для успішної демодуляції, що й робиться на практиці.

## MSK
Від параметрів фільтра Гаусса залежить наскільки сильно буде звужений основний спектр бічних і наскільки сильно можна зрушити частоти маніпуляції. Дуже важко в загальному випадку при аналізі сказати, що використовується саме GFSK, оскільки такого ж або практично такого ж ефекту можна досягти й з іншими фільтрами.
Подальший розвиток техніки FSK маніпуляції призвело до появи MSK маніпуляції, маніпуляції з мінімальним частотним зрушенням, теоретично було обґрунтовано за яких умов можлива маніпуляція з різницею частот Br / 2. В цьому випадку відбулася відмова від генератора керованого напругою, і для формування MSK маніпуляції використовуються квадратурні модулятори.